# Éjsötét árnyék
Az Éjsötét árnyék (eredeti cím: Dark Shadows) 2012-ben bemutatott amerikai fantasy-filmvígjáték, melyet Tim Burton rendezett. A film az 1966-tól 1971-ig Dark Shadows címen futó amerikai szappanopera alapján készült. A főbb szerepekben Johnny Depp, Michelle Pfeiffer és Helena Bonham Carter látható.
Világpremierje hagyományos és IMAX mozikban 2012. május 11-én volt.

## Cselekmény
1760-ban Joshua és Namoi Collins fiukkal, Barnabas-szal, Liverpoolból Észak-Amerikába hajóznak, hogy új életet kezdjenek.  Egy régi halászvárosban felépítik a saját halászüzemüket, melyet Collinsportnak neveznek el, és megépítik Collinwood kastélyát. Barnabas időközben felcseperedik, s gazdag, befolyásos nőcsábász válik belőle. Ám összetöri a szívét egy fiatal szolgálólánynak, Angelique Bouchard-nak, aki történetesen boszorkány. Megátkozza a fiú családját, a szüleit bosszúból megöli, amiért Barnabas visszautasította őt. Barnabas megszállottan tanulmányozni kezdi a fekete mágiát, azt remélve, hogy véget vethet az átoknak. Angelique azonban féltékeny lesz Barnabas igaz szerelmére, Josette du Press-re, ezért arra készteti őt, hogy leugorjon az Özvegy sziklaszirtről, ahonnét már sokan vetették le magukat halálba. Barnabas Josette után fut, de túl későn érkezik. Mivel nem tud tovább élni szerelme nélkül, Barnabas szintén leugrik a szírtől, hogy együtt haljon vele. Ő azonban nem hal meg, ugyanis Angelique vámpírrá változtatta, hogy örökké szenvedjen. Ezután meggyőzi a városlakókat, hogy Barnabas egy vámpír, akik elfogják őt, bezárják egy koporsóba, amit aztán elásnak az erdő mélyén.
1972-ben egy Maggie Evans nevű fiatal nő vonaton utazik, s Collinsportba tart, hogy a Collins családban a nevelőnője legyen a David nevű kisfiúnak. Miközben utazik, elhatározza, hogy Victoria Winters-ként fog bemutatkozni. Miután a vonat megérkezik, Vicky egy hippikkel teli turistabuszon eljut Collinwoodba, ahol a Collins kastélyt meglehetősen lepusztult állapotban találja. Megismerkedik a családfővel, Elizabeth Collinsszal, aki szerint a család nem éppen legfényesebb napjait éli, valamint Willie-vel, a családi szolgával, aki alkoholista. Elizabeth körbevezeti őt a házban, s közben találkoznak Carolynnal, Elizabeth tizenöt éves, lázadó kamaszlányával, akinek ajtaja mindig zárva van, és megveti a családját. A vacsoránál Vicky megismeri a család többi tagját: Elizabeth bátyját, és David apját, Rogert, és Dr. Julia Hoffmant, a család bennlakó pszichiáterét, aki azért költözött a házba, hogy Daviddal foglalkozzon. David gyakran beszélget halott anyjának szellemével. Végül megjelenik David is egy lepedőbe bújva, azért hogy ráijesszen új nevelőjére, ám Elizabeth elrontja a tréfát. Carolyn szerint az öccse dilis, ám Vicky bevallja, hogy ő is hisz a szellemekben. Este, mikor lefekvéshez készülődik, azt hiszi, ismét Davidet látja szellemnek öltözve, ám mikor lehúzza róla a lepedőt, egy igazi szellemet pillant meg, mégpedig Josetee szellemét, aki azt mondja neki, hogy „visszatér” majd kilebeg a szobából, és leugorva a csillár tetejéről, eltűnik.
Azon az éjszakán Barnabas kiszabadul a sírjából, miután egy csapat építőmunkás megtalálja és kiássa. Az újból feltámadt vámpír első dolga, hogy kiszívja a munkások vérét, mivel két évszázadnyi bezártság után szörnyen szomjas volt. Majd felkerekedik, és elmegy Collinwoodba, ahol elborzadtan látja, hogy a családi kastély romokban hever. A kastély kertjében találkozik Willie-vel, aki részegen beszél a tökökhöz. Barnabasnak sikerül hipnotizálnia, és megparancsolja neki, hogy legyen a szolgája addig, amíg szüksége lesz rá. Willie bevezeti „új gazdáját”a kastélyba, ahol elsőként Carolyn és David találkoznak ősi rokonukkal, majd Elizabeth is, aki azt hiszi, Barnabas egy újabb szélhámos, aki azért jött, hogy jó pénzért megszabadítsa a családot a rajtuk lévő átoktól. De ő mindezt megcáfolja, és azt kéri, mondja el, miket tud Barnabas Collinsról. Elizabeth elmondja, és azt is hogy a haláláról nem tud semmit. Barnabas erre azt mondja, azért mert ő nem halt meg, és rámutat, hogy ő maga Barnabas Collins. Majd megmutat Elizabeth-nek egy titkos szobát a kastély alatt, ahol rengeteg kincset találnak. Barnabas azt mondja, újra a család tagja akar lenni, de Elizabeth ezt ahhoz a feltételhez köti, hogy mind ez a szoba, mind az, hogy ő egy vámpír, a kettejük titka marad. Barnabas beleegyezik. 
Másnap a reggelinél Barnabas megismerkedik új családjával. Azt mondja, hogy ő egy távoli rokon Angliából, és azért jött, hogy újra felvirágoztassa a családi vállalkozást. A reggelinél Barnabas találkozik Vickyvel is, és egyből beleszeret a lányba, mert azt hiszi, hogy Josette.
Eközben Angelique, akiből mostanra sikeres üzletasszony lett, tudomást szerez az éjjel történtekről, és rájön, hogy Barnabas kiszabadult a sírjából. Elmegy Collinwoodba, hogy meglátogassa egykori szeretőjét, Barnabas azonban felháborodott, hogy újra látja az őt sírgödörbe juttató boszorkányt. Angelique vissza akarja hódítani Barnabast, és azt mondja, hogy jobb ha csatlakozik hozzá vagy megbánja. Barnabas megtudja, hogy Angelique cége, az Angyal-öböl volt az, ami tönkretette a családjuk vállalkozását.
Az elkövetkezendő napokban Collinsék megpróbálják felújítani a halászüzemüket és a kastélyt, amit Angelique nem néz jó szemmel. Egy találkozót szervez Barnabasszal, hogy rávegye, adja el neki az üzemüket, ám Barnabas nemet mond. Megpróbálja elcsábítani őt,  végül Barnabas belemegy a játékba, s szeretkeznek, ezzel nagy felfordulást okozva az irodában. De Barnabas azt mondja, hogy nem lehet az övé, mivel már Vicky-t szereti, majd távozik. Ezután Carolyn-hoz fordul segítségért, mert meg akarja hódítani Victoriát, de nem tudja hogyan. Carolyn szerint meg kell változnia. Aznap éjjel Barnabas összejön az erdőben néhány hippivel, akikkel Vicky is utazott a buszon. Elmondják neki, a legfontosabb, hogy szeresse a választottját, ám mivel megtudják a titkát, Barnabas mindnyájukat megöli.
Dr. Hoffman hipnotikus kezelést alkalmaz Barnabason, aki elmondja neki, hogy vámpír. A doktornő rögtön Elizabethhez rohan, aki arra kéri, hogy tartsa ezt titokban. Ám Dr. Hoffman felajánlja, hogy segíthet Barnabasnak emberré válni vérátömlesztés útján, amibe Barnabas beleegyezik. Majd azt tanácsolja a családnak, hogy rendezzenek bált, amellyel megmutathatják előkelőségüket.  Carolyn szerint szükség lesz ehhez egy diszkógömbre és jöjjön el Alice Cooper is. Barnabas mindenről gondoskodik, a bálra mindenkit meghívnak a városból. Az este kimegy az erkélyre Victoriához, aki elmondja neki, hogy valami mindig is ide Collinwoodba húzta őt. Elmeséli Barnabasnak szörnyű gyerekkorát: a szülei megszabadultak tőle, mivel gyakran beszélt a neki megjelenő szellemmel Josette-tel. Egy elmegyógyintézetbe került, ahol elektromos sokkolással kezelték, és magányosan nőtt fel, míg nem végül megszökött, s talált egy hirdetést, amely ideszólította Collinwoodba, és úgy érzi, hogy most boldog lehet Barnabas mellett. Victoria megcsókolja őt, de épp ekkor érkezik meg a bálba Angelique is, s mikor látja Barnabast Victoriával csókolózni, szörnyen féltékeny lesz.
Barnabas felfedezi, hogy Dr. Hoffman valójában nem is akarta őt emberré változtatni, csak a vérét akarta megszerezni, hogy fiatalon tartsa magát. Barnabas azt mondja Juliának, hogy elárulta őt is, és a családját is, majd kiszívja a doktornő  összes vérét, és Willie segítségével bedobja az óceánba a halott női testet. Ezután arra is rájön, hogy Roger lázasan keresi a kincsekkel teli titkos szobát, és a fiát is kihasználja. Barnabas választást ad neki: vagy itt marad és méltó apja lesz Davidnek, vagy elmegy. Roger az utóbbi mellett dönt. Miután Roger elmegy, Davidre véletlenül majdnem rázuhan a diszkógömb, de Barnabasnak sikerül odébb lökni őt. Ezzel azonban kikerül a napfényre és kigyullad. Az ő titkára is fény derül, Vicky pedig teljesen elszörnyed, hogy szeretője egy vámpír.
Barnabas ismét felkeresi Angelique-t, hogy oldja fel az átkát, aki utoljára felteszi neki ajánlatát, hogy vagy mellé áll vagy újra bezárja a koporsóba. Mivel Barnabas nemet mond, Angelique bezárja őt, és egy varázslattal felégeti a Collinsok újjáépített halászüzemét. Majd elviszi a koporsót a temetőbe, s elhelyezi a kriptában, azt mondva Barnabasnak, hogy elpusztít mindent, ami kedves neki, ő pedig gondolja át, hogy szeretni fogja-e. David azonban megtudja az anyjától, hogy Barnabast idehozták és kiszabadítja. Miközben a tűzoltók és rendőrök a kigyulladt üzemnél vannak, Angelique lejátszik egy magnóra felvett szöveget, amelyet Barnabassal való találkozásán rögzített, ahol Barnabas bevallja, hogy megölte Hoffman doktornőt, a munkásokat, és a hippiket. A rendőrség Collinsékhoz megy, hogy letartóztassák őket, ám megjelenik Barnabas, és beleharap Angelique torkába, akinek azonban nem esik baja, ezzel bebizonyítva, hogy boszorkány. Angelique harcolni kezd Barnabassal, Elizabeth pedig egy puskával felfegyverkezve próbálja őt lelőni, de Angelique életre kelti a kastély tárgyait, amelyek Collinsék ellen fordulnak, s a festményekről lefolyik a Collins család vére. A kastély kigyullad, de Carolyn (akiről kiderül, hogy vérfarkas) felveszi a harcot Angelique-val. A párharc közben Carolyn erőtlenül a földre rogy, de David halott anyjának szelleme, Laura, megjelenik és Angelique-ra dobja a csillárt. Angelique összeesik, mert a bőre porcelánból volt. Barnabas elmondja neki, hogy a lány sosem akarta őt szeretni, hanem birtokolni. Barnabasnak adja a még dobogó szívét, de ő visszautasítja és a szív hamarosan megáll. A többiek kimenekülnek az égő kastélyból, Barnabas pedig Victoriát keresi, s Davidtől megtudja, hogy az Özvegy szirt felé ment. Arra készül, hogy leugorjon, de Barnabas megállítja. Victoria azt mondja, hogy sosem lehetnek együtt, mivel ő a fényben él, Barnabas pedig a sötétségben. Leugrik a szirtről, de Barnabas utána ugrik, és beleharap a torkába, vámpírrá változtatja, hogy megmentse az életét. A szikla legalján Victoria azt mondja, hogy hívja őt Josette-nek. Barnabas átka végre megtört. A film végén az óceán fenekén Dr. Hoffman kinyitja a szemeit, mivel ő is vámpír.

## Szereplők
| Színész              | Szerep                                                                             | Magyar hang       |
| -------------------- | ---------------------------------------------------------------------------------- | ----------------- |
| Johnny Depp          | Barnabas Collins, 18. századbeli vámpír, aki a 20. században kiszabadul a sírjából | Nagy Ervin        |
| Michelle Pfeiffer    | Elizabeth Collins Stoddard, a család matriarchája                                  | Kovács Nóra       |
| Helena Bonham Carter | Dr. Julia Hoffman, a család helyben lakó pszichiátere                              | Murányi Tünde     |
| Eva Green            | Angelique Bouchard, bosszúszomjas fiatal boszorkány                                | Kéri Kitty        |
| Jackie Earle Haley   | Willie Loomis, a család mindenese                                                  | Epres Attila      |
| Jonny Lee Miller     | Roger Collins, Elizabeth bátyja                                                    | Lux Ádám          |
| Bella Heathcote      | Victoria Winters, David új nevelőnője                                              | Borbély Alexandra |
| Bella Heathcote      | Josette du Pres                                                                    | Tenki Réka        |
| Chloë Grace Moretz   | Carolyn Stoddard, Elizabeth kamaszlánya                                            | Csifó Dorina      |
| Gulliver McGrath     | David Collins, Roger tízéves, problémás fia                                        | Boldog Gábor      |
| Ray Shirley          | Mrs. Johnson, idős hölgy, a kastély régi szobalánya                                |                   |
| Christopher Lee      | Silas Clarney, hajóskapitány                                                       | Szilágyi Tibor    |
| Alice Cooper         | önmaga                                                                             |                   |
| Ivan Kaye            | Joshua Collins, Barnabas Collins apja                                              | Kardos Róbert     |
| Susanna Cappellaro   | Naomi Collins, Barnabas Collins anyja                                              |                   |
| William Hope         | Collinsport seriffje                                                               | Juhász György     |

## Előzménye
Az USA tévéhálózatán 1966 és 1971 között futott horror-komédia sorozat.

## Fogadtatás

### Bevételi adatok
Az USA és Kanada területén a mozikból származó bevétele 79 727 159 dollár volt, külföldi bevétele 156 millió dollár.

### Kritikai visszhang
Az amerikai filmkritikusok véleményét összegző Rotten Tomatoes 40%-ra értékelte 215 vélemény alapján.